# Isnardia
- Commons
- Wikispecies

Isnardia L. é um género botânico pertencente à família Onagraceae.

## Sinonímia
- Ludwigia L.

## Espécies
- Isnardia intermedia Small & Alexander
- Isnardia repens (J.R. Forst.) DC.
- Isnardia spathulata (Torr. & A. Gray) Small
- Lista completa

## Classificação do gênero
| Sistema | Classificação                      | Referência               |
| ------- | ---------------------------------- | ------------------------ |
| Linné   | Classe Tetrandria, ordem Monogynia | Species plantarum (1753) |